# Pipungerne
Pipungerne er en dansk tegnefilmserie fra 2009 i 3 afsnit instrueret af Tone Tarding. Afsnittene Hittebarnet og Mus på stribe er skrevet af Jan Vierth, Anders Sparring og Tone Tarding, mens Turen til åen er skrevet af Jonas Wagner.

## Afsnit
Obs! Afsnittene er oplistet i alfabetisk rækkefølge. Tilføj gerne afsnitsnumre og første sendedage.
| # | Titel           | Første sendedag |
| --- | --------------- | --------------- |
| | "Hittebarnet"   |                 |
| Sille og Saxe finder en lille unge, som er blevet væk fra sine forældre. Sammen går de ud for at finde dens mor, men fugleungen er så fræk, at ingen vil kendes ved den.                                                |                 |                 |
| | "Mus på stribe" |                 |
| Saxe kan lide at tælle. Så da Sille og Saxe skal kigge efter Viggamusens unger, mener Saxe, at det er ingen sag, de tæller dem bare. Desværre er der ingen mus, som vil stå stille, og pludselig er de væk alle sammen. |                 |                 |
| | "Turen til åen" |                 |
| Sille og Saxe tager til åen. Saxe vil fiske, men det er ikke let, for frøerne synger, og gøgeungerne plasker. Da han endelig fanger en fisk, bliver de enige om at sætte den ud igen.                                   |                 |                 |